# Reichenstraße 1b (Quedlinburg)

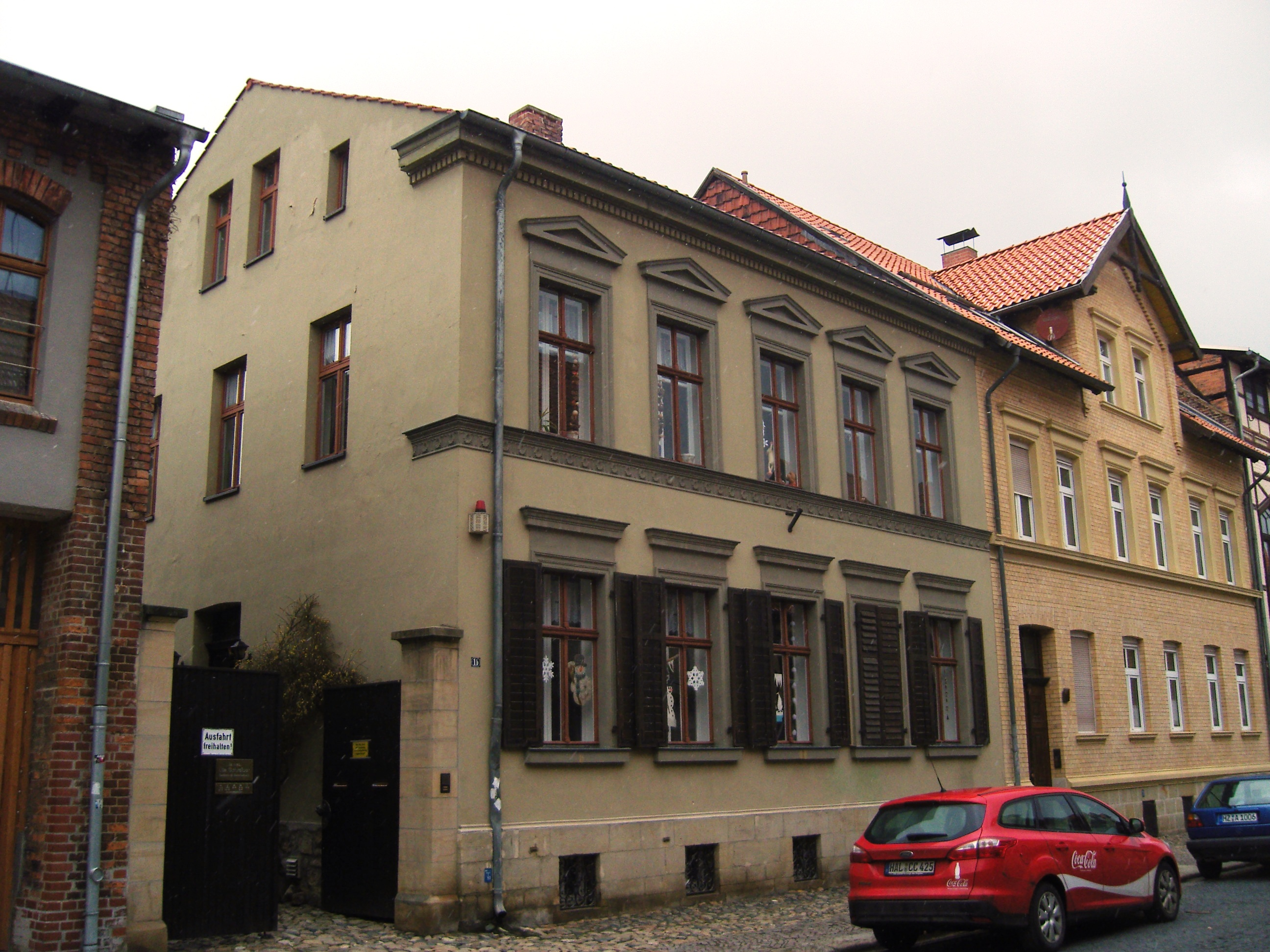
Haus Reichenstraße 1b

Das Haus Reichenstraße 1b ist ein denkmalgeschütztes Gebäude in der Stadt Quedlinburg in Sachsen-Anhalt.

## Lage
Es befindet sich im nördlichen Teil der historischen Quedlinburger Neustadt. Das Gebäude ist im Quedlinburger Denkmalverzeichnis als Wohnhaus eingetragen. 

## Architektur und Geschichte
Das zweigeschossige in massiver Bauweise errichtete Haus entstand in der Zeit um 1860 als Ersatzneubau für einen Vorgängerbau. Das im klassizistischen Stil gebaute Gebäude verfügt über eine symmetrisch angelegte Fassade und ruht auf einem Hausteinsockel. Horizontal erfolgt die Gliederung durch Akanthus- und Zahnschnittfriese.